# Автоматическая дуговая сварка под флюсом
Автоматическая дуговая сварка под флюсом — сварка электрической дугой, горящей между концом сварочной проволоки и свариваемым металлом под слоем флюса.
Сварка под флюсом применяется в стационарных цеховых условиях для всех металлов и сплавов, включая разнородные металлы толщинами от 1,5 до 150 мм.

## История
Промышленный способ автоматической сварки под флюсом был разработан в СССР в Институте сварки академиком Е. О. Патоном. Коллективом его института была создана технология сварки под флюсом, разработаны составы флюсов, созданы сварочные автоматы.

## Сущность
При автоматической дуговой сварке под флюсом электрическая дуга горит под слоем флюса между концом сварочной проволоки и свариваемым металлом. Ролики механизма автоматически вытягивают электродную проволоку в дугу. Сварочный ток, переменный или постоянный, прямой или обратной полярности подводится к электродной проволоке, а другим контактом к изделию.
Сварочная дуга горит в газовом облаке, образованном в результате плавления и испарения флюса и металла. При гашении электрической дуги расплавленный флюс, остывая, образует шлаковую корку, которая отделяется от поверхности шва. Флюс засыпается перед дугой из бункера слоем толщиной 40—80 и шириной 40—100 мм. Количество флюса, идущего в шлаковую корку, равно массе расплавленной сварочной проволоки. Нерасплавившаяся часть флюса отсасывается пневмоотсосом в бункер и используется вновь.
Потери металла на угар и разбрызгивание при горении дуги под флюсом меньше, чем при ручной дуговой и сварке в защитных газах. Расплавленные электродный и основной металлы перемешиваются в сварочной ванне. Кристаллизуясь, они образуют сварной шов.
В промышленности используется сварка проволочными электродами — сварочной проволокой. Иногда сварку проводят ленточными, толщиной до 2 мм и шириной до 40 мм, или комбинированными электродами. Дуга, перемещаясь от одного края ленты к другому, равномерно оплавляет её торец и расплавляет основной металл. Изменяя форму ленты, можно изменить и форму поперечного сечения шва, достигая необходимого проплавления металла или получая равномерную глубину проплавления по всему сечению шва.
При сварке флюс насыпается слоем толщиной 50-60 мм; дуга утапливается в массе флюса и горит в жидкой среде расплавленного флюса, в газовом пузыре, образуемом газами и парами, непрерывно создаваемыми дугой. При среднем насыпном весе флюса около 1,5 г/см3 давление слоя флюса на жидкий металл составляет 7-9 г/см2. Этого давления достаточно для устранения механических воздействий дуги на ванну жидкого металла, приводящего к разбрызгиванию жидкого металла, нарушению формирования шва даже при очень больших токах.
Для электрической дуги, горящей без флюса, нельзя проводить сварку при силе тока выше 500—600 А из-за разбрызгивания металла и нарушения формирования шва. Дуга же во флюсе позволяет увеличить токи в до 3000-4000 ампер с сохранением качества сварки и правильным формированием шва.
В качестве флюсов при сварке применяют искусственные силикаты, имеющие слабо кислый характер. Основой флюса являются двойной или тройной силикат закиси марганца, окиси кальция, окиси магния, алюминия и т. д. В качестве добавки, снижающей температуру плавления и вязкость, применяется плавиковый шпат.
Широко применяемых в промышленности высокомарганцовистый флюс ОСЦ-45. Он представляет собой силикат марганца MnOSiO2 с добавкой фтористого кальция.
Флюс АН-348 обеспечивает большую устойчивость горения дуги по сравнению с флюсом ОСЦ-45. Большая устойчивость горения дуги обеспечивается при использовании флюса АН-348-А, выделяющего меньше вредных газов.

## Недостатки
- велики трудозатраты, связанные со стоимостью флюса.
- трудности корректировки положения дуги относительно кромок свариваемого изделия;
- экологическое воздействие газов на оператора;
- невидимость места сварки, расположенного под толстым слоем флюса;
- нет возможности выполнять сварку во всех пространственных положениях без специального оборудования;
- повышенная жидкотекучесть расплавленного металла и флюса;
- требуется тщательная сборка кромок под сварку. При увеличенном зазоре между кромками возможно вытекание в него расплавленного металла и флюса и образование в шве дефектов.

## Преимущества
- повышенная производительность;
- минимальные потери электродного металла;
- отсутствие брызг;
- максимально надёжная защита зоны сварки;
- минимальная чувствительность к образованию оксидов;
- не требуется защитных приспособлений от светового излучения, так как дуга горит под слоем флюса;
- низкая скорость охлаждения металла обеспечивает высокие показатели механических свойств металла шва.

### Техническая литература
- Чебан В.А. Сварочные работы / Ответственный редактор: Оксана Морозова, Технический редактор Галина Логвинова. — 5-е изд. — Ростов-на-Дону: «Феникс», 2008. — 412 с. — (Начальное профессиональное образование). — 3000 экз. — ISBN 978-5-222-13621-8.
- Николаев Г. А. Сварка в машиностроении: Справочник в 4-х т. — М.: Машиностроение, 1978 (1-4 т).
- Блащук, В. Е. Металл и сварка: учебное пособие / В. Е. Блащук ; 3-е изд., перераб. и доп. — Москва : Стройиздат, 2006. — 144с.
- Брюханов, А. Н. Сварочные процессы в электронном машиностроении / А. Н. Брюханов // Коммерсант. — № 217 (2820) от 27.11.2003.